# Ted King
Ted King é um actor norte-americano, nascido em Hollywood, Califórnia. Conhecido pelo papel de inspector Andy Trudeau na série Charmed na primeira temporada, e também por participar em varias telenovelas.

## Filmography

### Film
| Year | Film             | Role               | Notes |
| ---- | ---------------- | ------------------ | ----- |
| 1998 | The X-Files      | FBI Agent on Roof  |       |
| 1998 | Blade            | Vampire at rave    |       |
| 2001 | Interlude        | Man                |       |
| 2001 | Impostor         | RMR Operator       |       |
| 2003 | Hoodlum & Son    | Charlie Ellroy     |       |
| 2011 | Shouting Secrets | Dr. James Matthews |       |

### Television
| Year      | Program or series                 | Role                           | Notes                                                                       |
| --------- | --------------------------------- | ------------------------------ | --------------------------------------------------------------------------- |
| 1985      | The Midnight Hour                 | Death                          |                                                                             |
| 1990      | Tour of Duty                      | Radio Man                      |                                                                             |
| 1993      | Another World                     | Ron Nettles                    |                                                                             |
| 1995      | Loving                            | Danny Roberts                  | Nominated Soap Opera Digest Award for Outstanding Younger Lead Actor (1996) |
| 1996      | The City                          | Danny Roberts                  | Nominated Soap Opera Digest Award for Outstanding Younger Lead Actor (1997) |
| 1997–1998 | Timecop                           | Officer Jack Logan             |                                                                             |
| 1998      | Dawson's Creek                    | Newscaster Bob                 |                                                                             |
| 1998–1999 | Charmed                           | Inspector Andy Trudeau         |                                                                             |
| 2000      | JAG                               | Lieutanent Commander Holtsford |                                                                             |
| 2001      | Sex and the City                  | Brad                           |                                                                             |
| 2001      | Law & Order: Special Victims Unit | Tony Daricek                   |                                                                             |
| 2002      | Glory Days                        | Jack Corbin                    |                                                                             |
| 2002      | Frasier                           | Craig                          |                                                                             |
| 2002–2007 | General Hospital                  | Luis Alcazar Lorenzo Alcazar   | Won Soap Opera Digest Award for Favorite Villain (2005)                     |
| 2003      | The Division                      | Tom Lazzario                   |                                                                             |
| 2008–2009 | Prison Break                      | Downey                         |                                                                             |
| 2010      | CSI: Miami                        | Sam Gardner                    |                                                                             |
| 2011–2012 | One Life to Live                  | Tomás Delgado                  |                                                                             |